# Severna Park (Maryland)
Severna Park es un lugar designado por el censo ubicado en el condado de Anne Arundel en el estado estadounidense de Maryland. En el Censo de 2010 tenía una población de 37.634 habitantes y una densidad poblacional de 751,28 personas por km².

## Geografía
Severna Park se encuentra ubicado en las coordenadas 39°5′12″N 76°33′56″O / 39.08667, -76.56556. Según la Oficina del Censo de los Estados Unidos, Severna Park tiene una superficie total de 50.09 km², de la cual 42.7 km² corresponden a tierra firme y (14.76%) 7.39 km² es agua.
Severna Park is located adjacent to two rivers: Severn River, so named for it’s sister River located in England,  as well as the Magothy River.

## Demografía
Según el censo de 2010, había 37.634 personas residiendo en Severna Park. La densidad de población era de 751,28 hab./km². De los 37.634 habitantes, Severna Park estaba compuesto por el 90.4% blancos, el 4.33% eran afroamericanos, el 0.18% eran amerindios, el 2.83% eran asiáticos, el 0.05% eran isleños del Pacífico, el 0.53% eran de otras razas y el 1.69% pertenecían a dos o más razas. Del total de la población el 2.36% eran hispanos o latinos de cualquier raza.